# Mõisaküla (Torgu)
Pour les articles homonymes, voir Mõisaküla.
Mõisaküla est un village de l'Ouest estonien se situant dans la commune de Torgu dans le comté de Saare.